# Karanemoura manca
Karanemoura manca (лат.) — ископаемый вид веснянок из семейства Perlariopseidae. Китай (Внутренняя Монголия, Daohugou Formation), юрские отложения (около 160 млн лет).

## Описание
Мелкие веснянки, длина тела 10 мм, размер переднего крыла 10,0×3,5 мм.
Вид Karanemoura manca был впервые описан в 2009 году китайскими палеоэнтомологами (Y. S. Liu, D. Ren, College of Life Science, Capital Normal University, Пекин, Китай) и российским энтомологом Ниной Дмитриевной Синиченковой Архивная копия от 12 мая 2014 на Wayback Machine (Лаборатория артропод, Палеонтологический институт РАН, Москва) вместе с ископаемым видом Dobbertiniopteryx juracapnia. Виды Karanemoura manca, K. abrupta, K. appropinquata, K. brevis, K. curvata, K. distalis, K. divaricata, K. perpropinqua, K. probata образуют ископаемый род Karanemoura Sinitshenkova, 1987.